# فيغو جنسن (لاعب كرة قدم)
فيغو جنسن (بالدنماركية: Hans Viggo Jensen)‏ (29 مارس 1921 في الدنمارك - 30 نوفمبر 2005 في الدنمارك) هو مدرب كرة قدم ولاعب كرة قدم دانمركي في مركز الهجوم، شارك في الألعاب الأولمبية الصيفية 1948. وشارك مع منتخب الدنمارك لكرة القدم. أما مع النوادي، فقد لعب مع نادي إيسبيرغ وهال سيتي.

## وصلات خارجية
- فيغو جنسن على موقع قاعدة بيانات كرة القدم.إي يو (الإنجليزية)
- فيغو جنسن على موقع ناشيونال فوتبول تيمز (الإنجليزية)
- فيغو جنسن على موقع عالم كرة القدم.نت (الإنجليزية)
- فيغو جنسن على موقع أوليمبيديا (الإنجليزية)